# رولاند فولفارت
رولاند وهلفارث (بالألمانية: Roland Wohlfarth)‏ (11 يناير 1963 بوخولت ألمانيا - ) هو لاعب كرة قدم ألماني، يلعب كمهاجم.

## روابط خارجية
- رولاند فولفارت على موقع الاتحاد الدولي (مؤرشف)  (الإنجليزية)
- رولاند فولفارت على موقع قاعدة بيانات كرة القدم.إي يو (الإنجليزية)
- رولاند فولفارت على موقع بيانات كرة القدم. دي إي (الألمانية)
- رولاند فولفارت على موقع ناشيونال فوتبول تيمز (الإنجليزية)
- رولاند فولفارت على موقع عالم كرة القدم.نت (الإنجليزية)